# Saint-Hilaire-du-Bois (Gironde)
Saint-Hilaire-du-Bois, auf Gaskognisch Sent Ilari deu Bòsc, ist eine französische Gemeinde mit 80 Einwohnern (Stand 1. Januar 2022) im Département Gironde in der Region Nouvelle-Aquitaine. Sie gehört zum Kanton Le Réolais et Les Bastides und zum Arrondissement Langon. 
Sie grenzt im Norden an Sauveterre-de-Guyenne, im Nordosten an Saint-Martin-du-Puy, im Südosten an Saint-Martin-de-Lerm, im Süden an Camiran, im Südwesten an Saint-Félix-de-Foncaude und im Westen an Saint-Sulpice-de-Pommiers.

## Bevölkerungsentwicklung
| Jahr      | 1962 | 1968 | 1975 | 1982 | 1990 | 1999 | 2008 | 2017 |
| --------- | ---- | ---- | ---- | ---- | ---- | ---- | ---- | ---- |
| Einwohner | 104  | 104  | 92   | 84   | 97   | 92   | 90   | 78   |

## Sehenswürdigkeiten
- Kirche Saint-Hilaire, seit 1925 als Monument historique ausgewiesen

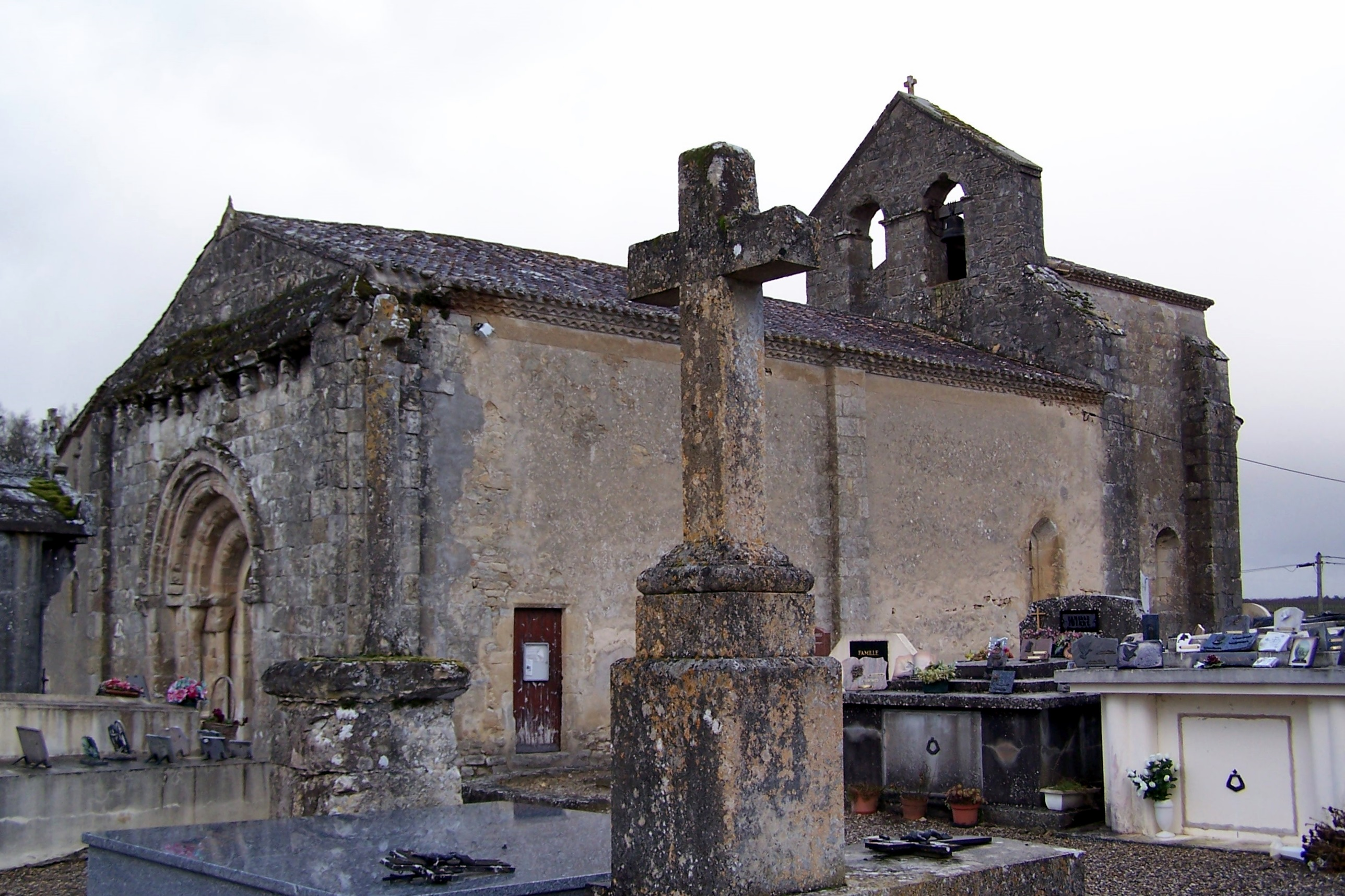
Kirche Saint-Hilaire